# Michiel Bartman
Michiel Bernhard Emiel Marie Bartman (ur. 19 maja 1967 w Haarlemmermeer) – holenderski wioślarz. Trzykrotny medalista olimpijski.
Na igrzyskach startował trzy razy (IO 96, IO 00, IO 04), za każdym razem sięgając po medale. W 1996 był członkiem zwycięskiej holenderskiej ósemki, cztery lata później był drugi w czwórkach podwójnych, a w Atenach sięgnął po srebro w ósemkach. Również trzykrotnie stawał na podium mistrzostw świata (dwa srebrne medale i jeden brąz). Obecnie jest szkoleniowcem.